# Clubiona meraukensis
Espèce
Clubiona meraukensis est une espèce d'araignées aranéomorphes de la famille des Clubionidae.

## Distribution
Cette espèce se rencontre en Nouvelle-Guinée et à Tioman en Malaisie,.

## Étymologie
Son nom d'espèce, composé de merauke et du suffixe latin -ensis, « qui vit dans, qui habite », lui a été donné en référence au lieu de sa découverte : Merauke.

## Publication originale
- Chrysanthus, 1967 : Spiders from south New Guinea VIII. Nova Guinea, new series Zoology, vol. 37, p. 401-426.